# Redouane
Redouane (arabisch رضوان, DMG Riḍwān) ist ein arabischer männlicher Vorname und Familienname. Vereinzelt tritt auch die Form Rédouane auf.

## Herkunft und Bedeutung
Redouane ist insbesondere in den vormals französisch besetzten Gebieten im westlichen Nordafrika bzw. im Maghreb gebräuchlich; weitere Transliterationen des Namens im islamischen Kulturkreis sind Ridvan oder türkisch Rıdvan. Die Bedeutung des Namens lautet „Wächter des Paradieses“.

## Namensträger

### Vorname
- Redouane Achik (* 1972), marokkanischer Fußballschiedsrichterassistent
- Redouane Bouchtouk (* 1976), marokkanischer Boxer
- Redouane Chabaane (* 1986), algerischer Straßenradrennfahrer
- Redouane Salah (* 1979), algerischer Straßenradrennfahrer

### Familienname
- Hajry Redouane (* 1964), marokkanischer Fußballspieler
- Wassila Rédouane-Saïd-Guerni (* 1980), algerische Fechterin